# 572

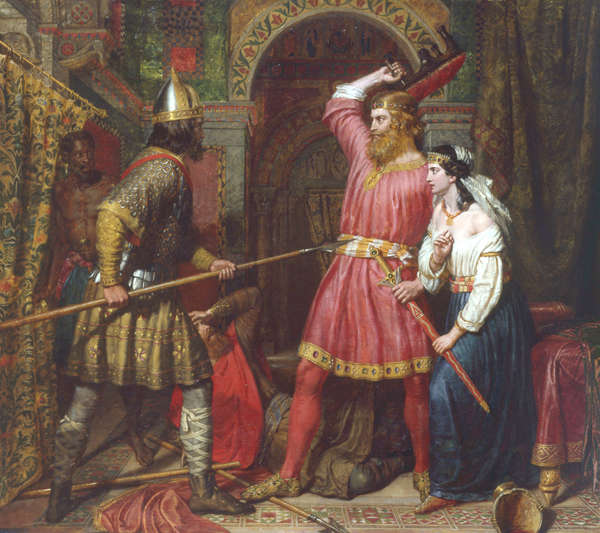
De moord op de Longobardische koning Alboin

Het jaar 572 is het 72e jaar in de 6e eeuw volgens de christelijke jaartelling.

## Gebeurtenissen

### Byzantijnse Rijk
- Romeins-Perzische Oorlog: Keizer Justinus II sluit een alliantie met de Gökturken (Centraal-Azië) tegen het Perzische Rijk. Hij weigert Khusro I de jaarlijkse schatting te betalen en beëindigt na tien jaar het vredesverdrag met de Perzen.
- Justinus II stuurt een Byzantijns expeditieleger onder Marcianus naar Armenië. Deze belegert de vestingstad Nisibis (huidige Turkije).

### Europa
- 28 juni - Koning Alboin wordt in Verona in zijn paleis door een samenzwering (in opdracht van zijn vrouw Rosamunde) vermoord. Hij wordt opgevolgd door Cleph (r. 572-574) die als koning regeert over het Longobardische Rijk. (waarschijnlijke datum)

### Azië
- Bidatsu (r. 572-585) volgt zijn vader Kimmei op als de 30e keizer van Japan. (Dit volgens de Nihonshoki)

## Overleden
- 28 juni - Alboin, koning van de Longobarden (waarschijnlijke datum)
- Waldrada, Longobardisch prinses (waarschijnlijke datum)